# Orvinio
Orvinio è un comune italiano di 385 abitanti della provincia di Rieti nel Lazio, che si erge su un colle attorno al suo imponente castello, appartenente ai marchesi Malvezzi Campeggi. È parte del club dei borghi più belli d'Italia.

## Geografia fisica

### Territorio
Situato a 840 metri s.l.m., sulle propaggini settentrionali dei monti Lucretili, è il più alto centro abitato del Parco dei Monti Lucretili.

### Clima
Classificazione climatica: zona E, 2894 GR/G

## Storia
L'origine dell'antica Orvinium è fatta risalire al periodo in cui il suo territorio fu occupato degli Aborigeni, ricordata dagli antichi storici romani per essere un centro di grande fama, dominato da un tempio dedicato alla dea Minerva.  Secondo Dionigi di Alicarnasso sorgeva a circa 7 km di distanza da Mefula (Fara in Sabina, loc. Monte San Martino). Dalle parole di Dionigi si deduce che Orvinium fu il centro più importante degli Aborigeni in epoca protostorica, come confermato dai ritrovamenti archeologici.
L'antica città di Orvinium fu completamente distrutta prima dell'anno mille. Successivamente prese il nome di Canemortem, da cui "Canemorto", nome che conservò fino al 1863. Il borgo medievale, a cui si accede attraverso il grande arco, conserva ancora il suo antico fascino. Per molti secoli rimase sotto il dominio dei monaci benedettini di Santa Maria del Piano.
Nel XVI secolo divenne prima feudo della famiglia Orsini, poi della famiglia ducale dei Muti. Dopo il 1625 passò ai Borghese, che ne divennero duchi. Orvinio fece parte dello Stato Pontificio, fu sede di governo e residenza del governatore. Nel 1600 nacque a Orvinio il pittore Vincenzo Manenti (morto nel 1674).
Nel 1876 Orvinio dette i natali allo scrittore Virgilio Brocchi. 

### Simboli
Lo stemma e il gonfalone del comune di Orvinio sono stati concessi con decreto del presidente della Repubblica del 4 febbraio 1993.. Nello stemma è raffigurato, in campo azzurro, un castello d'argento, merlato alla guelfa, addestrato da un albero, posto sulla pianura di verde; il castello è sormontato da un cane d'argento, in posizione rampante, collarinato di rosso. Sono il castello Malvezzi-Campeggi con il caratteristico maschio cilindrico angolare e le mura merlate, ed uno dei cedri del Libano centenari presenti nel suo intorno. Il gonfalone è un drappo partito di bianco e di verde.

## Monumenti e luoghi d'interesse

### Architetture religiose

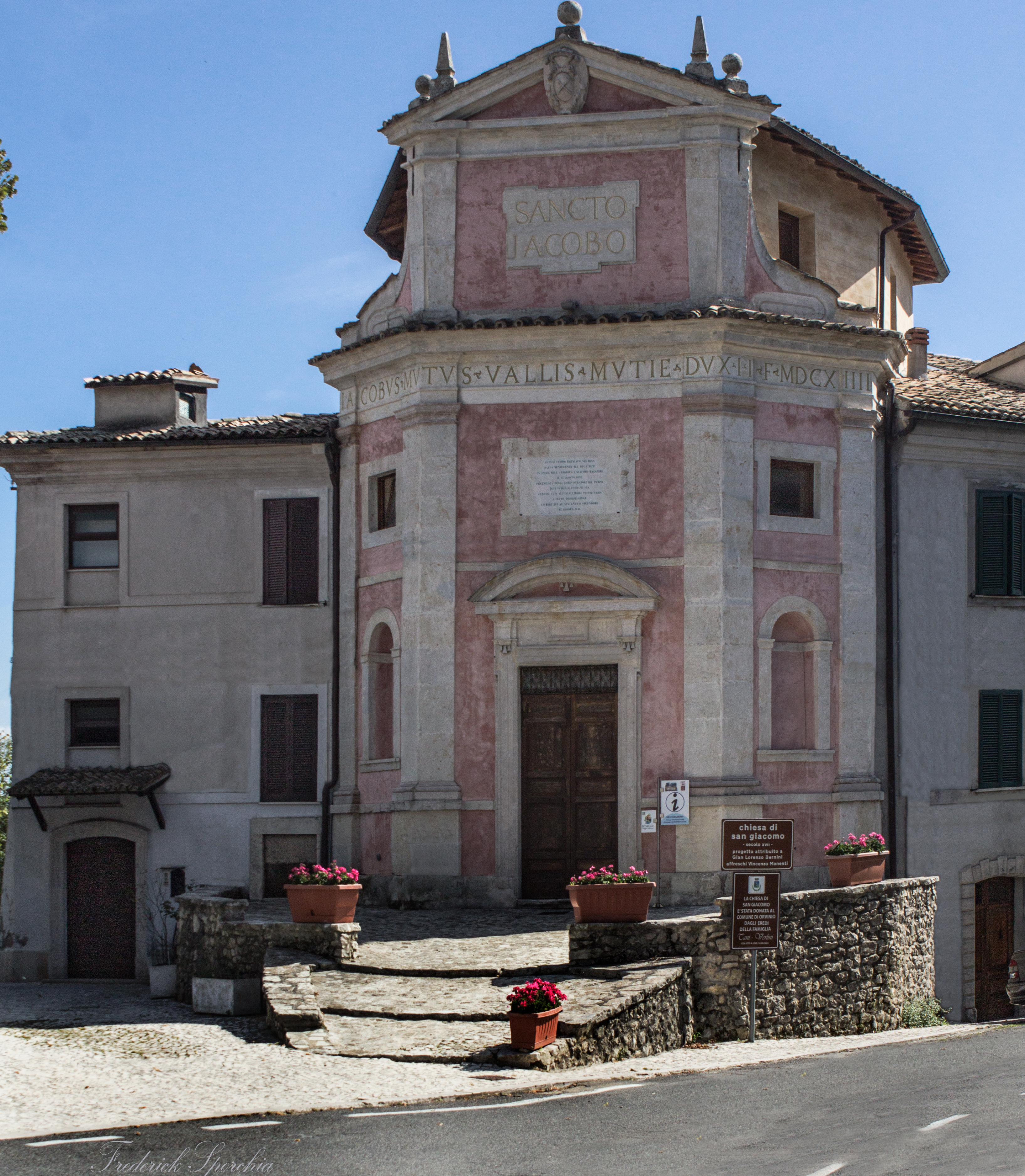
Chiesa di San Giacomo

- Chiesa di Santa Maria dei Raccomandati (XVI secolo), completamente decorata da Vincenzo Manenti negli anni sessanta del Seicento, dove il pittore di Orvinio fu sepolto.[9]
- Chiesa di San Giacomo (sconsacrata, del 1614)
- Chiesa di San Nicola di Bari (riedificata intorno al 1840 in forme tardo-barocche su una precedente chiesa del XVI secolo. La facciata è sormontata dallo stemma del cardinale Antonio Domenico Gamberini, vescovo di Sabina tra il 1839 e il 1841)
- Abbazia di Santa Maria del Piano in Sabina (resti)[10]
- Santuario di Vallebona (XIII secolo). Il santuario di Vallebona è stato edificato intorno al 1643, col solo contributo di elemosine offerte spontaneamente dagli abitanti di Orvinio. È stato edificato nel vecchio borgo di Vallebona che venne, successivamente, abbandonato dagli abitanti che si trasferirono ad Orvinio. Secondo la leggenda, un giorno, un pastore era al lavoro nei pressi dell'attuale santuario e cercando di tagliare dei rami, colpì un'immagine della Vergine nascosta tra i rovi. La stessa immagine emise un grido e cominciò a sanguinare. A quel punto il pastore corse in paese e raccontò agli altri l'accaduto e insieme decisero di prelevare l'immagine e di ospitarla in una delle chiese di Orvinio. Il giorno successivo, però, si accorsero che l'immagine era sparita e fu ritrovata nel luogo del ritrovamento originale. Si decise quindi di non spostarla più e di costruire in quel punto l'attuale santuario che la ospita. Infatti sull'altare maggiore c'è ancora oggi l'antichissimo affresco della Vergine in atto di porgere il latte al Bambino. Del vecchio paese di Vallebona si conserva quasi tutto il perimetro di cinta e i resti di tre torri di difesa. Il santuario di Vallebona ha una pianta rettangolare e una sola navata con tetto a capriate lignee, con due altari alle pareti laterali. Nel 1727, inoltre, la Madonna di Vallebona fu dichiarata protettrice di Orvinio; infatti è venerata e festeggiata ogni anno con moltissima devozione;

### Architetture militari
- Loc. Castello (resti).
- Castello Malvezzi-Campeggi

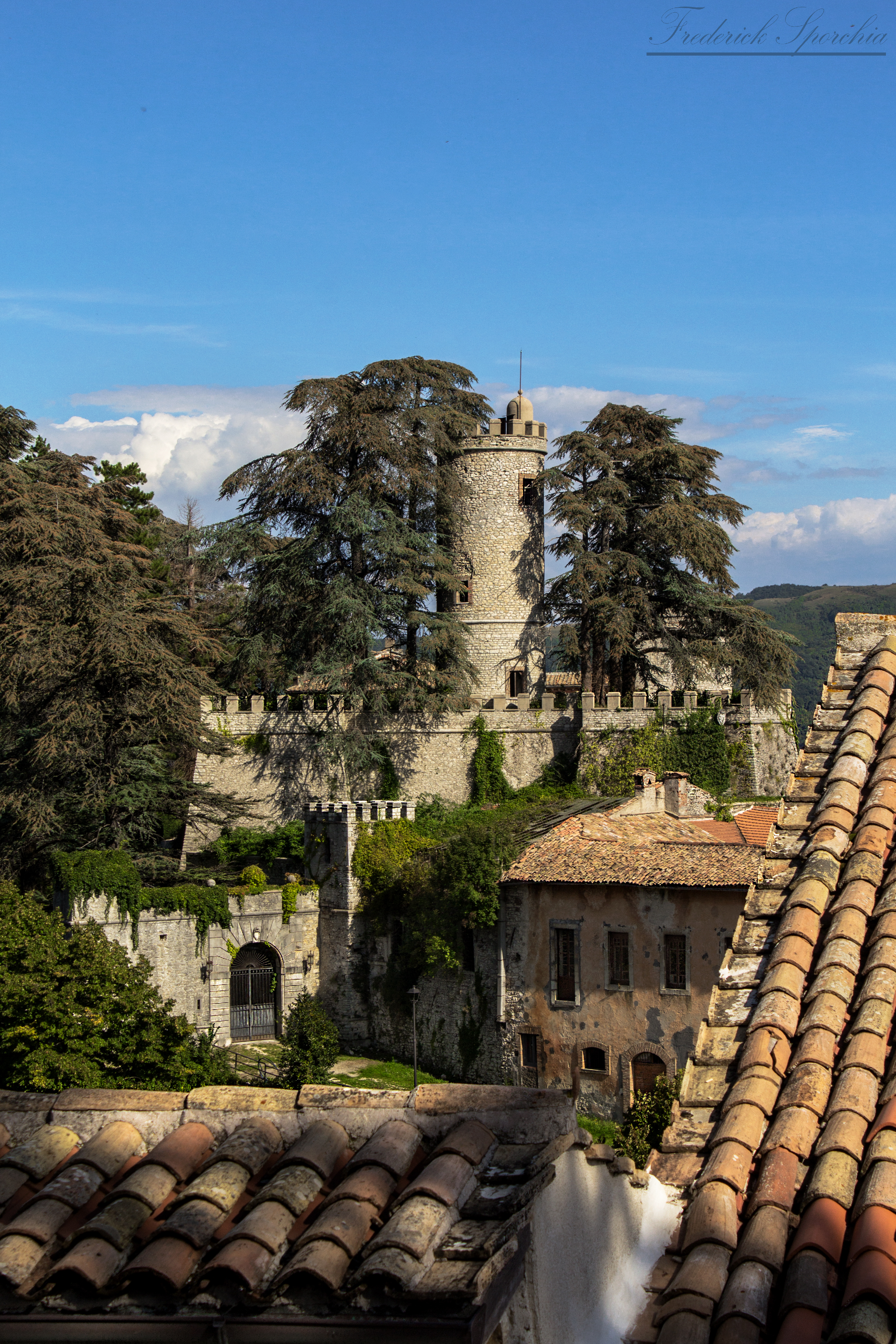
Castello Malvezzi-Campeggi

La principale attrazione di Orvinio è il suo castello. Oggi è noto come il castello Malvezzi-Campeggi ed è il risultato di varie modifiche, tra cui quelle volute dagli Orsini, che nel corso del Cinquecento decisero di ampliarlo. Il castello domina il paese dall'anno Mille. Ristrutturato nel XX secolo, restano elementi originali come il maschio cilindrico e le mura di cinta merlate, che mantengono l'imponente aspetto originario e circondano il centro storico. In esse si apre un portale monumentale con decorazioni a bugne, oltre il quale si trova un cortile ove si affaccia una costruzione con la torretta angolare. Le ampie sale superiori ospitano affreschi tardo cinquecenteschi, spesso concesse dagli attuali proprietari per ospitare varie cerimonie.

### Aree naturali
- Parco regionale naturale dei Monti Lucretili.

## Società

### Evoluzione demografica
Abitanti censiti

### Etnie e minoranze straniere
Secondo i dati ISTAT al 31 dicembre 2015 la popolazione straniera residente era di 45 persone (11,11%). Le nazionalità maggiormente rappresentate in base alla loro percentuale sul totale della popolazione residente erano:
- Romania, 23 (5,68%)

### Lingue e dialetti
L'idioma ufficiale parlato è la lingua italiana. Il dialetto locale è il dialetto orviniese, un dialetto sabino che rientra nella cerchia dell'italiano centrale, o italiano mediano.
Il poeta e scrittore Natalino Forte (Orvinio 25/12/1926 - Roma 27/12/2011) ha scritto e pubblicato tre libri in cui cerca di far rivivere aneddoti, modi di dire e poesie interamente scritte o tradotte in dialetto orviniese.
- Addó só natu (2005)
- Trilussa in dialetto orviniese (2009)
- L'Inferno dantesco. 15 Canti tradotti in dialetto orviniese (2011)

## Amministrazione
Nel 1923 passa dalla provincia di Perugia in Umbria, alla provincia di Roma nel Lazio, e nel 1927, a seguito del riordino delle circoscrizioni provinciali stabilito dal regio decreto n. 1 del 2 gennaio 1927, per volontà del governo fascista, quando venne istituita la provincia di Rieti, Orvinio passa a quella di Rieti.
| Periodo | Periodo   | Primo cittadino    | Partito      | Carica  | Note |
| ------- | --------- | ------------------ | ------------ | ------- | ---- |
| 2004    | 2009      | Rino Fusi          | lista civica | Sindaco |      |
| 2009    | 2014      | Alfredo Simeoni    | lista civica | Sindaco |      |
| 2014    | 2019      | Alfredo Simeoni    | lista civica | Sindaco |      |
| 2019    | 2024      | Alfredo Simeoni    | lista civica | Sindaco |      |
| 2024    | in carica | Roberta De Sanctis | lista civica | Sindaco |      |

### Altre informazioni amministrative
- Fa parte della XX Comunità Montana dei Monti Sabini
- Fa parte dell'Unione dei Comuni "Alta Sabina"